# 안선영 (가수)
안선영은 대한민국의 가수이다.

## 경력
- 2016년 ~ 현재 한국가요작가협회 부회장

## 음반
- 2007년 사랑의 마술 (Polka Ver)
- 2009년 사랑의 마술 (Twist Ver)
- 2010년 얼마나 좋으면 / 잊지마
- 2014년 관계
- 2016년 매력쟁이

## 수상
- 2010년 제3회 한국가요작가협회 작가의 날 공로패 수상
- 2016년 제24회 대한민국문화연예대상 성인가요 우수상